# Bucchero

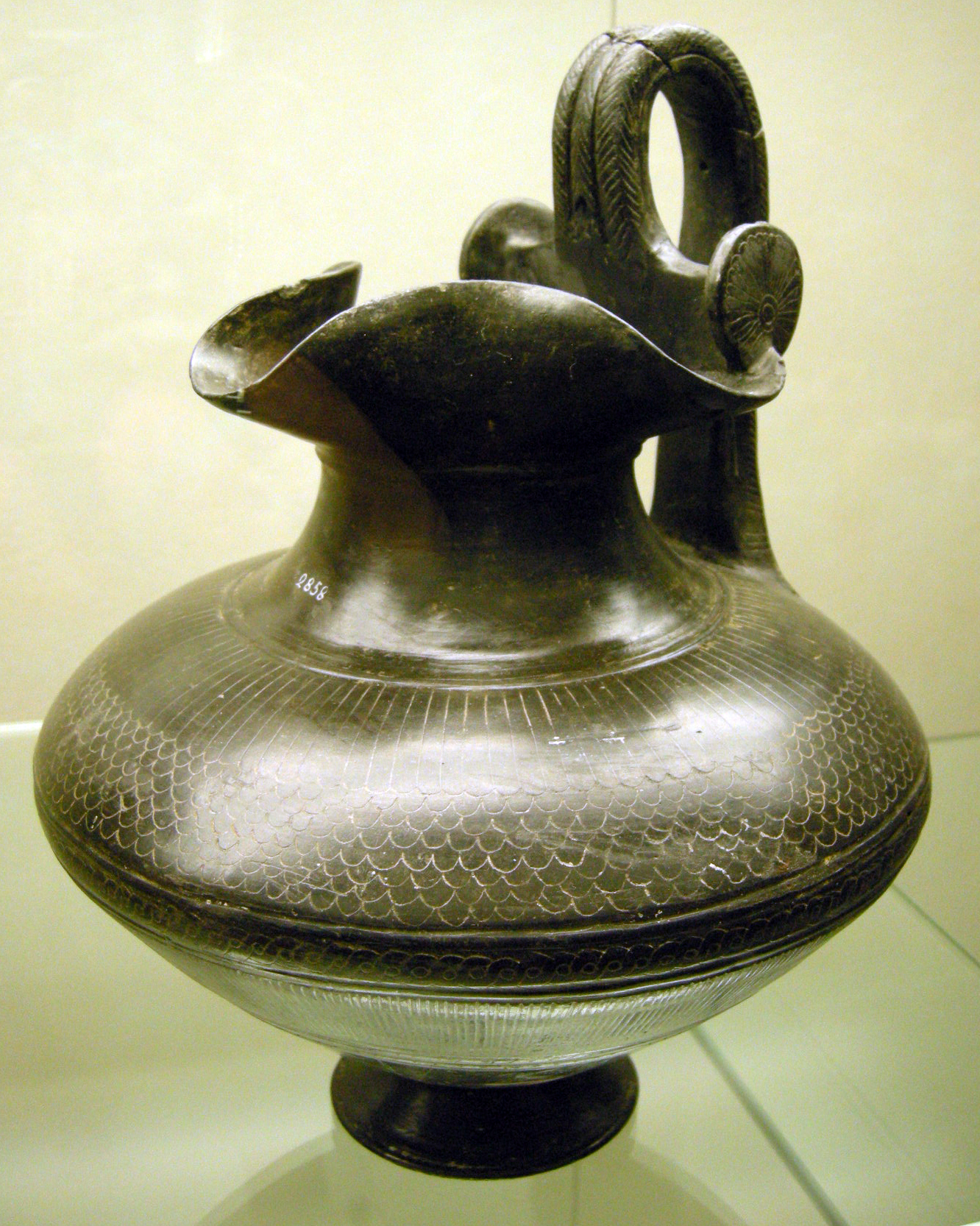
Œnochoé en bucchero.

Le  bucchero est un type céramique noire et brillante, en terracotta souvent fine et très légère, en monochromie noire (bucchero nero), qui fut produite dans le centre de l'Italie par les Étrusques. La caractéristique la plus évidente de ce type de céramique est la couleur complètement noire qui a été obtenue grâce à une cuisson particulière. Le bucchero a été utilisé en Étrurie à partir du deuxième quart du VIIe à la première moitié du Ve siècle av. J.-C. ; un matériau similaire était populaire depuis longtemps aussi en Éolide.

## Étymologie
Ce mot italien est dérivé du latin poculum, récipient à boire, peut-être à travers l'espagnol búcaro, ou le portugais púcaro ; le mot espagnol búcaro correspond également à une sorte d'argile odorante autrefois mâchée par les femmes, à partir de laquelle ces récipients étaient fabriqués. Le terme Bucchero pourrait dériver du mot portugais búcaro, signifiant « argile odorante », car ce type de poterie était réputé pour émettre une odeur particulière. 
Aux XVIIIe et XIXe siècles, en Europe, un grand intérêt se manifeste pour un type particulier de poterie précolombienne de couleur noire. Ces céramiques sont expédiées en grand nombre d'Amérique du Sud vers l'Europe, où elles sont commercialisées et imitées. Dans le même temps, en Italie, les « etruscheria », (artefacts de style étrusque) sont très demandés et de grandes fouilles sont organisées en Toscane et en Ombrie à la recherche d’antiquités étrusques. En raison des similitudes avec les populaires céramiques sud-américaines, la poterie noire qui est trouvée dans les tombes étrusques est appelée « bucchero ». Cette forme à l'italienne s'est imposée dans la terminologie archéologique et aujourd'hui encore, le terme « bucchero » est encore courant dans la littérature scientifique.

## Histoire

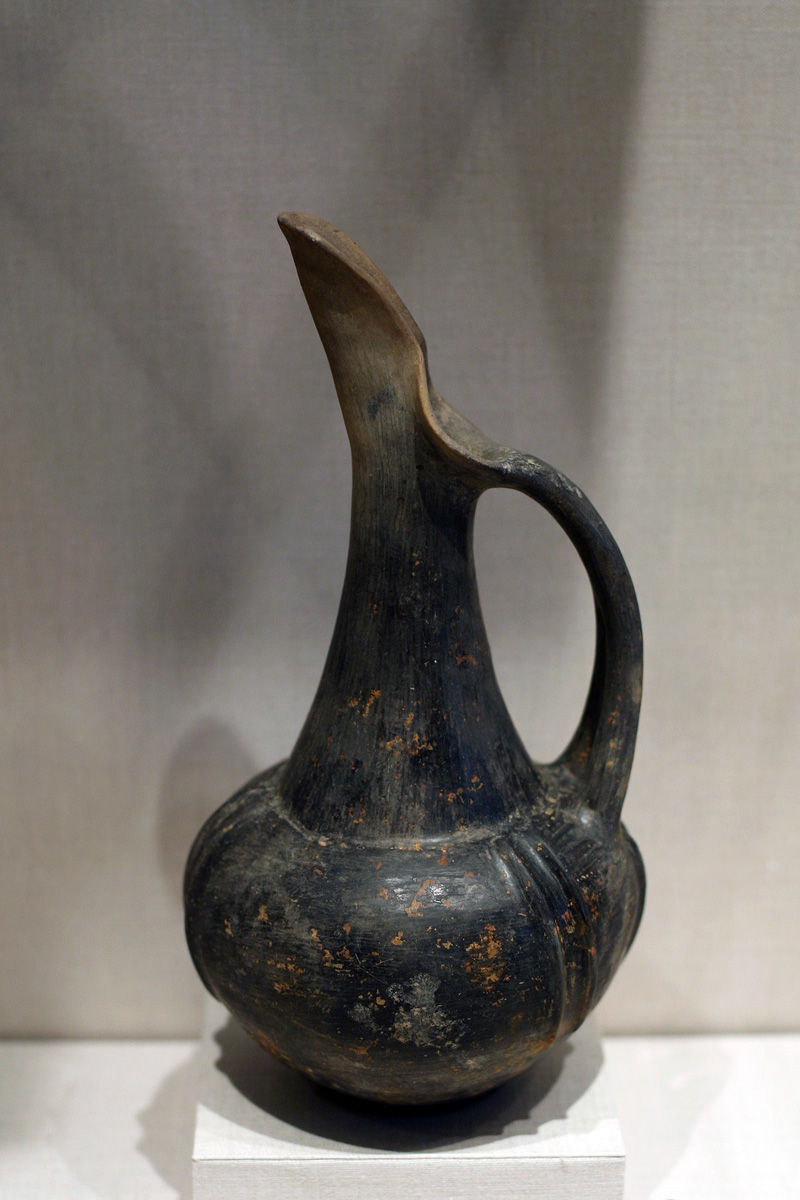
Oinochoe du Metropolitan Museum of Art (inv. 91.1.454).

La céramique de bucchero semble avoir été la suite naturelle de l'impasto associée à la culture de Villanova antérieure, à partir de laquelle la civilisation étrusque elle-même avait évolué. Elle est beaucoup plus raffinée que l'impasto : l'argile est dépurée, les incisions minuscules et le travail se fait au tour uniquement ; la couloir noire, homogène, est dans doute le résultat d'une cuisson parfaite, dans un endroit riche d'oxyde de fer. 
Le stade précédent le bucchero étrusque est la céramique d'empâtement noir-brillant, documenté à partir de l'âge du bronze, à partir de laquelle le bucchero se développe grâce à un processus d'amélioration de la technique de purification et d'oxydation. Au VIIe siècle av. J.-C., il existe encore des exemples de réduction partielle, avec des terres cuites brunes et plus claires. Les meilleurs spécimens pour ce type de cuisson vont du gris foncé au noir (obtenu peut-être en ajoutant du charbon de bois à de l'argile). 
La première apparition d'un type de céramique qui peut clairement être classé comme bucchero s'est produite vers 675 avant notre ère dans la communauté côtière de Chisra (l'actuelle Cerveteri), dans le sud de l'Étrurie ; le stade le plus ancien, du deuxième quart du VIIe siècle av. J.-C., est le meilleur et peut-être le produit d'un seul magasin. Les parois atteignent la finesse du proto-corinthien et la surface est d'un noir profond avec un haut degré de brillance. Après 650 av. J.-C., la nouveauté Cerveterine est adoptée par de nouveaux ateliers dans le reste de l'Étrurie à Véies, Tarquinia, dans la partie sud du monde étrusque, et Vulci, jusqu'au Latium et la Campanie ; les ateliers du centre-nord de l'Etrurie se distinguent avant tout par la production de ce qu'on appelle le bucchero lourd (du deuxième quart du VIe au début du Ve siècle av. J.-C..), caractérisé par des parois épaisses et une décoration plastique en relief et tout en rondeur. Dans le même temps, la qualité des vases diminue, acquérant des parois plus épaisses, des couleurs plus claires et opaques, des décorations simplifiées ; Caere maintient la suprématie dans la production de bucchero, mais pas la qualité technique et artistique de la première période.
Initialement d'une épaisseur très mince, ces objets commencèrent à s'alourdir au cours des décennies ; la surface, luisante, est décorée soit par des gravures, soit avec des motifs en relief et des ajours plastiques. Les formes reprennent la plupart des modèles de la céramique d'impasto, comme, par exemple le kantharos, le calice ou le puisoir, tandis qu'un groupe moindre reprend ceux de la céramique importée de Grèce, comme les coupes, telles que skyphos ou kotyle, et les flacons à huile (olpé) ; dans certains cas, on peut également supposer une dérivation d'objets fait d'un matériau précieux, tel que l'ivoire ou le bronze, par exemple. Le décor des premiers buccheri est incisé, tandis que celui des buccheri postérieurs est estampé.
On distingue plusieurs phases dans la production des buccheri :
- 670 - 620 : le bucchero « fin », aux parois minces.
- 620 - 580 : le bucchero « moyen ».
- 580 - 500 : le bucchero « lourd », aux parois épaisses.

Dans les mobiliers funéraires, la quantité de bucchero est à peine supérieure à celle de la céramique grecque, mais inférieure à la céramique d'impasto, ce qui indique que ces objets étaient considérés comme de la vaisselle ayant de la valeur ; des études récentes ont mis en évidence que ces objets n'étaient pas déposés un par un dans les sépultures, mais plutôt sous forme « de service », soit pour manger, soit pour la toilette.
Le bucchero étrusque des agglomérations de l'Étrurie méridionale centrale s'est exporté massivement vers les marchés de toute la Méditerranée, notamment sous certaines formes (oinochoai, kantharoi, calices), avec une phase intense entre le VIIe et le VIe siècle av. J.-C. : dans les localités occidentales, les exemplaires exportés atteignent souvent des milliers, associés pour la plupart à des amphores qui contenaient du vin.

## Technique de réalisation
Considéré comme la poterie « nationale » de l'Étrurie antique, le bucchero se distingue par son tissu noir ainsi que par sa surface noire brillante obtenue grâce à la méthode unique de « réduction » dans laquelle il est cuit. Elle se distingue des autres types de céramique (impasto) par un mode de cuisson particulier lui donnant cette couleur différente des poteries classiques plutôt brunes, dans le but d'imiter le métal noirci. Son argile était noircie dans la masse par fumigation au cours d'une cuisson par réaction d'oxydo-réduction. Après que la vaisselle non cuite est disposée dans la touraille et que le feu commence, les trous d'aération sont fermés, réduisant ainsi l'apport d'oxygène requis dans une cuisson au four normale. Dans l'atmosphère enfumée du four, les flammes privées d'oxygène tirent des molécules d'oxygène de l'oxyde de fer de la poterie. Ce processus fait changer la couleur de la surface de l'argile de son rouge naturel au noir, les objets prenant la couleur noire (transformation de l'oxyde de fer(III) d'argile en oxyde de fer(II)) qui les distingue de tout autre type de terre cuite. Ainsi, contrairement à la céramique campanienne à glaçure noire des colons grecs du Mezzogiorno, la surface noire lustrée, brillante et noire de nombreux pots de bucchero est obtenue par un brunissage diligent (polissage) ou, occasionnellement, par l'application d'une fine barbotine (émulsion d'argile).
La fabrication de ces céramiques est restée longtemps un mystère. En effet, pour expliquer la coloration noire de ces céramiques, on a longtemps supposé une cuisson dans un milieu fortement réducteur avec un grand excès de carbone. Il est facile de faire des céramiques de ce type sans monter à plus de 500 °C. En revanche, ces céramiques ne tiennent pas l'eau. On ne devrait donc pas avoir pu les retrouver après 2 500 ans enfouies sous terre.
Le professeur Joseph Davidovits a montré qu'il existe une technique pour expliquer la fabrication du bucchero. Il est fabriqué à basse température (< 500 °C), tout en étant aussi résistant à l'eau qu'une céramique classique, sans nécessiter un processus de cuisson à 900 °C sous atmosphère réductrice. Il s'agit du procédé L.T.G.S. (Low Temperature Geoplymeric Setting of ceramics), un procédé de géopolymère faisant intervenir entre 0,5 % et 3 % d'alcali dans la masse de pâte céramique. Cet alcali peut être obtenu en faisant réagir de la chaux avec certains sels (natron). Or il se trouve que dans le pourtour de la Méditerranée les argiles contiennent naturellement ce genre de sels.
Les décorations gravées que leur corps porte sont à thématique géométrique ; elles peuvent être surmontées de figurines zoomorphes ou anthropomorphes à tendance orientalisante. 
On distingue principalement le bucchero a cilindretto du bucchero a stampo (parmi bien d'autres : a incisione, a stralucido, a tornio, a traforo...) :
- le bucchero dit à cylindres : cordons de pâte rapportés apportant du relief ;
- le bucchero dit gravé : surface plate à incisions multiples comportant cannelures, traits tirés à la roulette, pointillés...

## Style

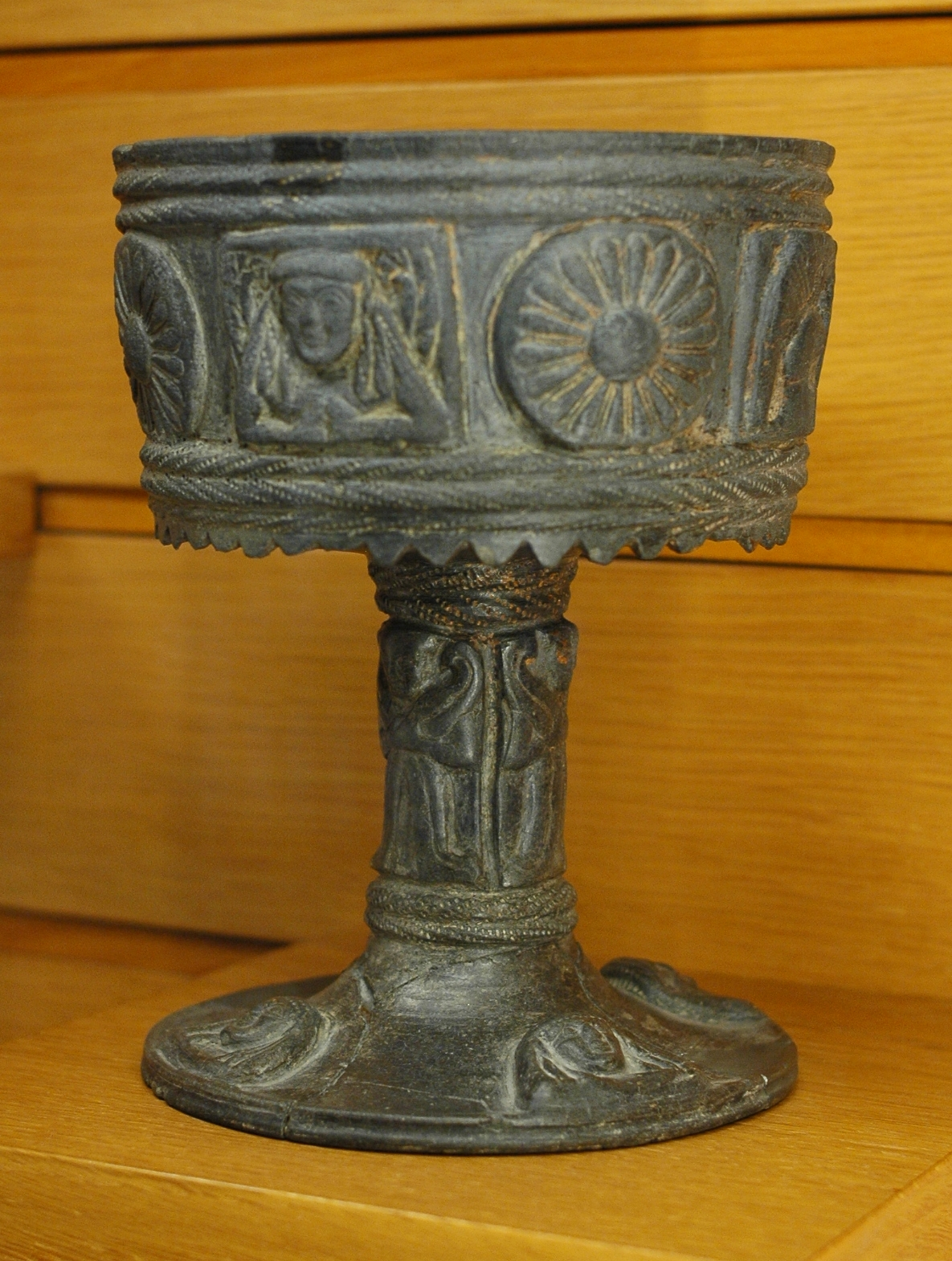
Calice bucchero à pattes hautes à décor en relief, début (musée du Louvre).

Bien que les formes des pots de Villanova aient fourni les bases des potiers étrusques, ils ont ajouté de nouveaux types et formes largement inspirés par l'intensification du commerce avec les cultures les plus avancées de l'extrémité orientale de la Méditerranée, en particulier les régions de Chypre, de Syrie et de Phénicie, ainsi que l'Égypte. La plupart des nouvelles formes exotiques imitaient les objets en fer blanc importés de ces cultures. Les potiers d'Étrurie étaient en mesure d'offrir à leurs clients une céramique produite localement et moins chère, équivalente aux produits métalliques désirables mais coûteux en provenance de l'Est. Certains des magasins de poterie étrusques ont même réalisé des imitations d'articles en métal au point de recouvrir la surface des vases bucchero de fines feuilles d'argent dans le but de reproduire visuellement les importations luxueuses.
Parmi les formes les plus fréquentes se trouve l'amphore qui est généralement petite avec un col haut, large à la base et étroit au sommet, avec des poignées en ruban qui vont de l'épaule à la lèvre, un corps globuleux au début et une forme ovoïde évoluée qui prend la forme dans le deuxième quart du VIe siècle av. J.-C. de l'amphore de Nicosthénès. Certaines de ces formes ont des précédents dans la poterie grecque tandis que d'autres découlent de traditions locales ou d'importations orientales.
La manière orientalisante est la plus apparente dans la première phase de la production de bucchero qui se distingue également par la finesse remarquable des parois des récipients. Connu sous le nom de bucchero sottile, ou bucchero délicat, cette vaisselle représente une prouesse technique élevant les potiers qui l'a réalisée au rang des plus grands céramistes d'art. Certains vases bucchero sottile sont si minces (dans certains cas, moins de 2 mm d'épaisseur), tels que les produits de la tombe de Cornacchiola, poteries de Caere, probablement tournés spécifiquement à des fins funéraires plutôt que pour des usages domestiques. D'un autre côté, la large répartition des tessons de bucchero à Caere, Véies et Tarquinia, et sur d'autres sites de la région, indique que des exemples moins extrêmes de bucchero sottile ont eu une fonction plus pratique dans la vie quotidienne des Étrusques.
Au cours de l'époque archaïque, l'impact toujours croissant de l'esthétique grecque sur la culture étrusque peut être noté dans l'influence des formes de vases grecs sur les choix de conception des potiers bucchero. Les potiers étrusques, cependant, ont apporté leurs propres contributions au vocabulaire de la céramique hellénique en ajoutant la forme de la coupe à deux anses, le kantharos, et celle de la coupe à une anse connexe, le kyathos, à la liste des types de vases grecs. L'amphore nikosthénique avec ses larges anses plates est encore un autre exemple de potiers grecs à la recherche de prototypes étrusques. Les produits bucchero d'Étrurie offraient même une certaine concurrence à la poterie grecque à l'exportation.
Dans la production de bucchero sottile, la forme du pot était à l'honneur, la décoration de surface jouant un rôle de support. Lorsque la décoration était utilisée, elle se limitait généralement à rehausser le profil d'un calice, d'un kantharos ou d'un kyathos avec une rangée d'encoches en crochet bien définies au point de caréné. Le bol d'un œnochoé (pichet) pourrait être souligné par des lignes verticales rapprochées incisées dans l'argile molle avant la cuisson. Une décoration supplémentaire pourrait être ajoutée avant que la poterie ne soit chargée dans le four en utilisant une roue dentée ou un instrument en forme de peigne pour créer des rangées de points disposés en éventail. Sur des exemples ultérieurs, un rouleau avec des reliefs en retrait a été utilisé pour transférer des figures de divinités ou même des récits à la surface de la vaisselle.
Pendant la période orientalisante et jusqu'à la période archaïque, la production de bucchero sottile se poursuit, mais progressivement perd son caractère unique à mesure que l'Étrurie s'hellénise de plus en plus. Alors que Rome commence à grignoter les territoires de l'Étrurie méridionale, les centres de production de bucchero se déplacent vers le nord, vers les villes de Chiusi et Vulci. À cet endroit, pendant l'antiquité classique, les potiers marquent la tradition du bucchero en introduisant une nouvelle variété de céramique connue sous le nom de bucchero pesante, ou bucchero lourd. Dans cette phase finale de l'histoire de la poterie bucchero, les parois de la vaisselle s'épaississent et les proportions s'affaissent. La décoration du bucchero pesante consiste généralement en des figures moulées appliquées sur la surface encore humide du pot. Au début du Ve siècle av. J.-C., le bucchero n'est plus exporté et, chez eux, les consommateurs préfèrent les poteries colorées des artisans grecs avec leurs panneaux narratifs et figuratifs. Les potiers étrusques se consacrent désormais à la production d'imitations provinciales de vases grecs à figures rouges.

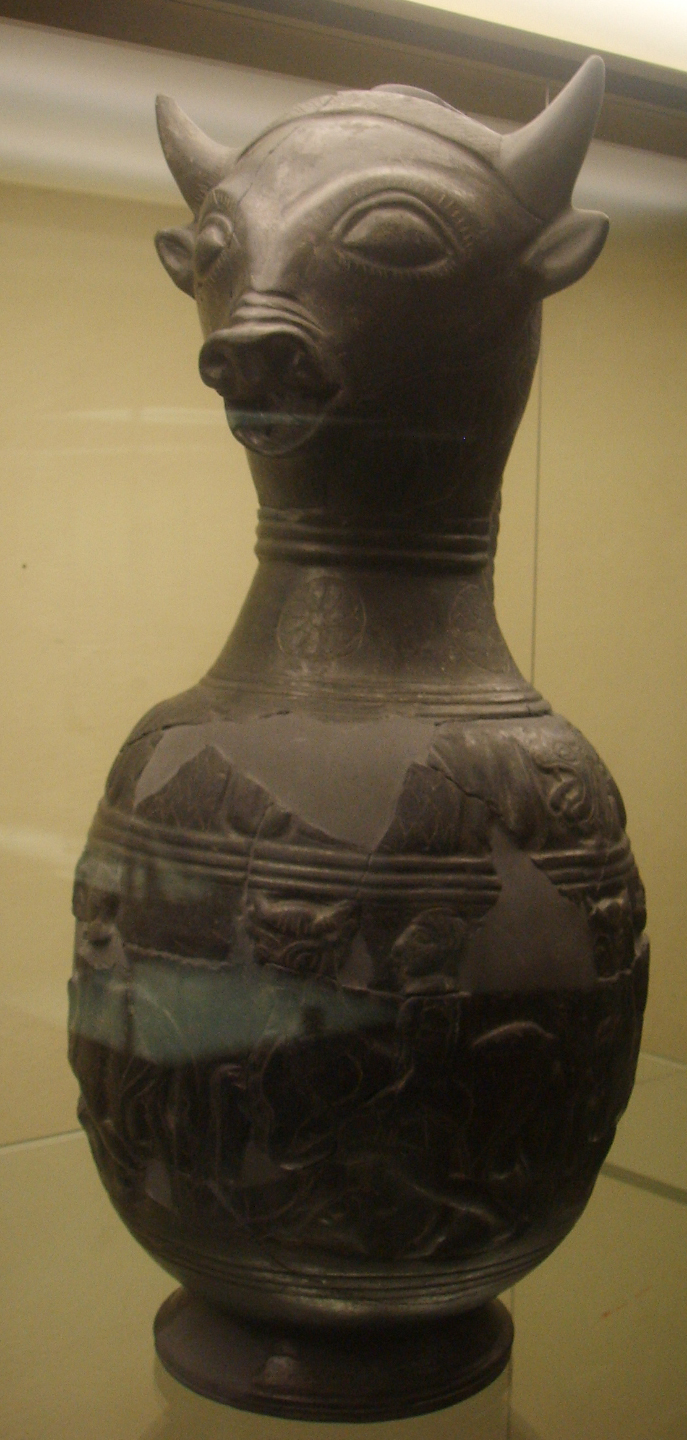
Bucchero à tête de taureau Musée archéologique national (Florence).
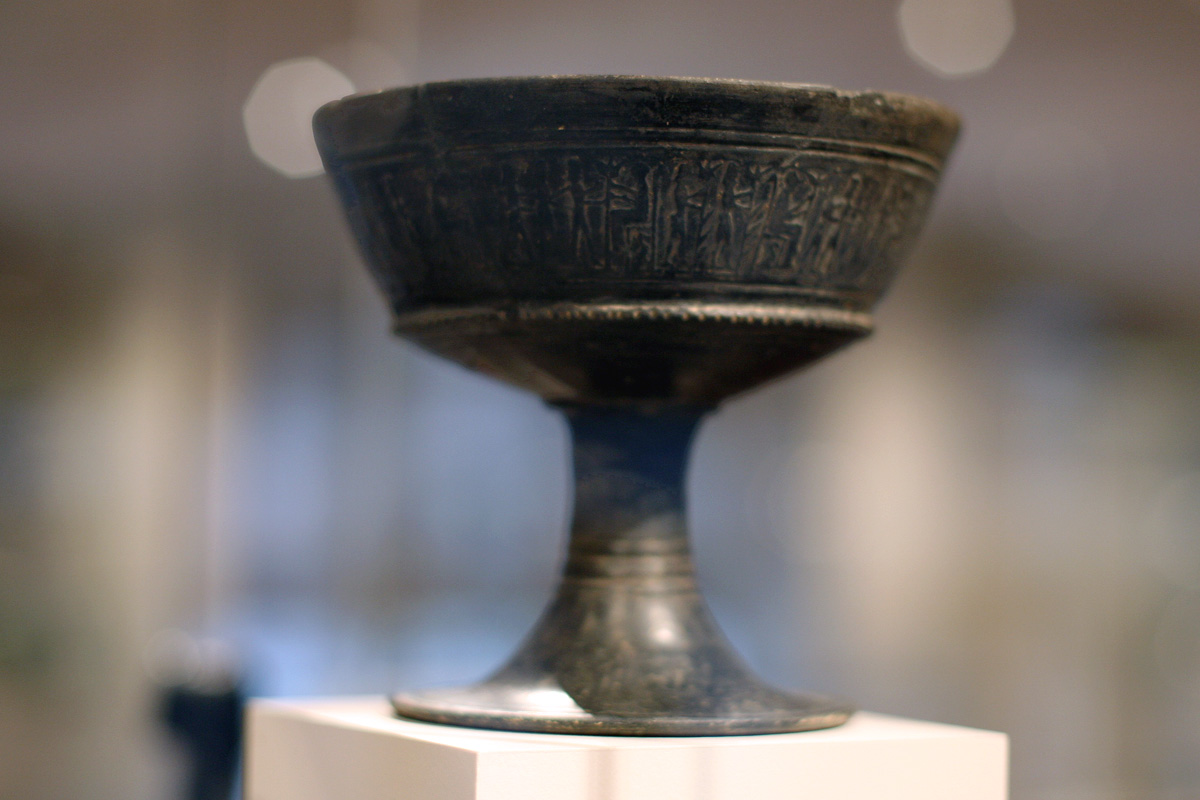
Coupe étrusque en bucchero Metropolitan Museum of Art.
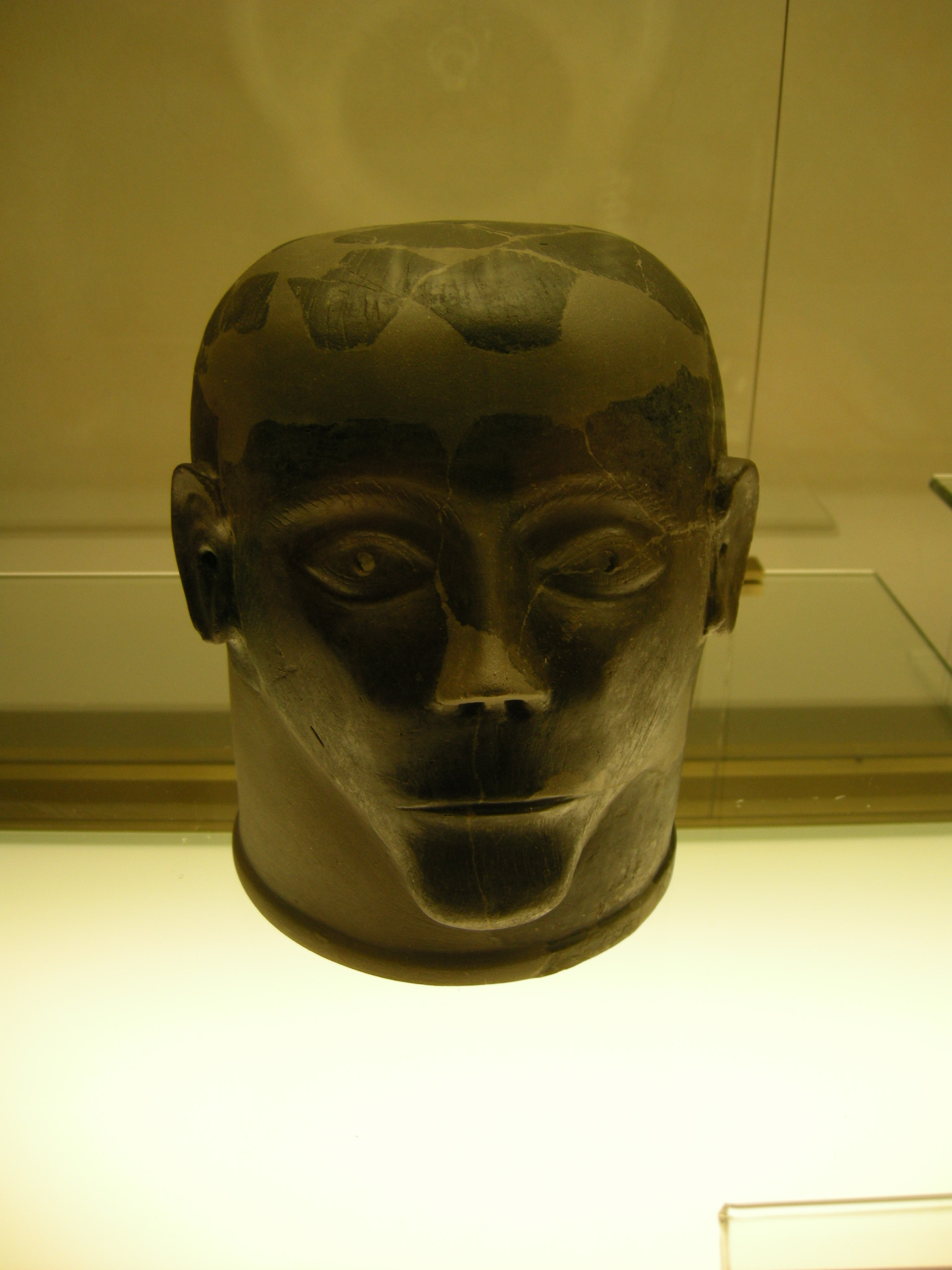
Tête de canope reconstituée Musée archéologique national de Chiusi.
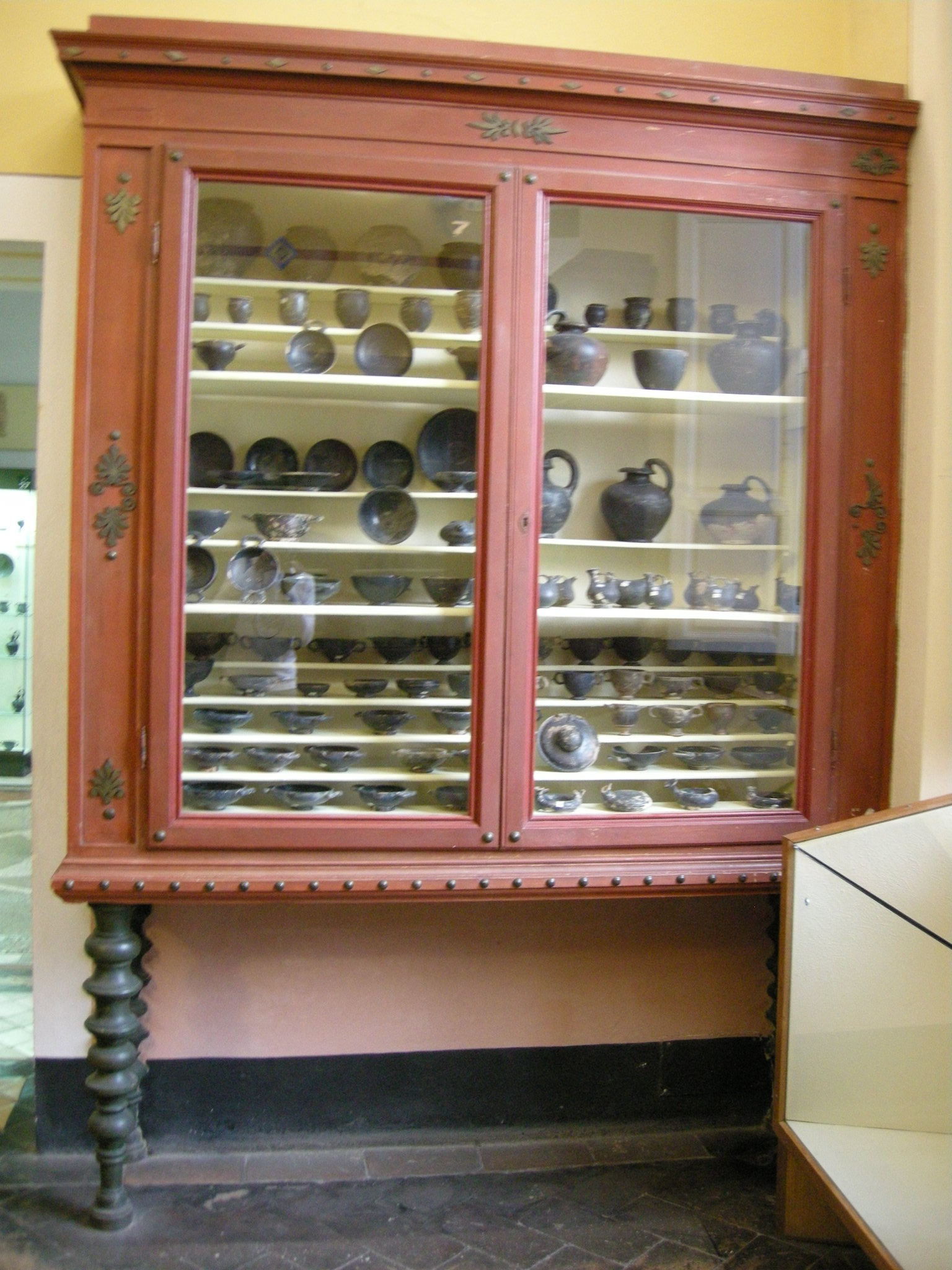
Vitrine de buccheri du musée Guarnacci de Volterra.
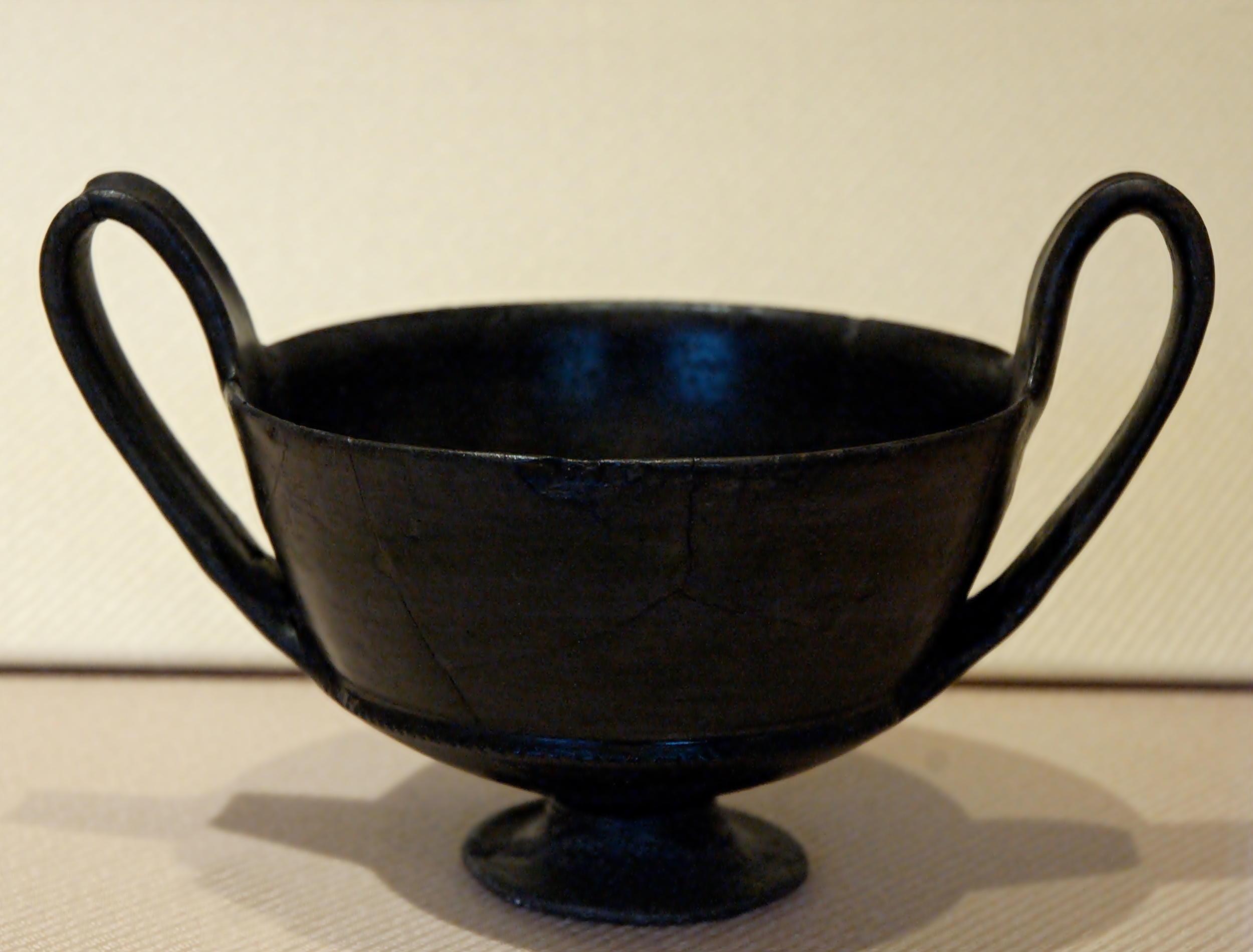
Canthare en bucchero Rome.